# Indre y Loira
Indre y Loira (37; en francés: Indre-et-Loire) es un departamento francés situado en la región de Centro-Valle de Loira. Toma su nombre de sus ríos homónimos.

## Geografía
Limita al norte con Sarthe, al noreste con Loir y Cher, al sureste con Indre, al suroeste con Vienne y al oeste con Maine y Loira.
Los principales ríos son el Loira, el Indre, el Cher, el Vienne y el Creuse.

## Demografía
| 1801    | 1831    | 1841    | 1851    | 1856    | 1861    | 1866    |
| ------- | ------- | ------- | ------- | ------- | ------- | ------- |
| 268.924 | 297.016 | 306.328 | 315.641 | 318.442 | 323.572 | 325.193 |
| 1872    | 1876    | 1881    | 1886    | 1891    | 1896    | 1901    |
| 317.027 | 324.875 | 329.160 | 340.921 | 337.298 | 337.298 | 335.541 |
| 1906    | 1911    | 1921    | 1926    | 1931    | 1936    | 1946    |
| 337.916 | 341.205 | 327.743 | 334.486 | 335.226 | 343.276 | 349.685 |
| 1954    | 1962    | 1968    | 1975    | 1982    | 1990    | 1999    |
| 364.706 | 395.210 | 437.870 | 478.601 | 506.097 | 529.345 | 554.003 |

Las principales ciudades del departamento son (datos del censo de 1999):
- Tours: 132 820 habitantes, 297 631 en su aglomeración, formada por 23 municipios. Entre ellos están los más poblados del departamento, tales como Joué-lès-Tours (36 517 hab.), Saint-Cyr-sur-Loire (16 100 hab.), Saint-Pierre-des-Corps (15 773 hab.), Saint-Avertin (14 092 hab.), y Chambray-lès-Tours (10 275 hab.).
- Amboise: 11 457 habitantes, 16 037 en su aglomeración.
- Loches: 6328 habitantes, 10 029 en su aglomeración.
- Chinon: 8716 habitantes, su aglomeración únicamente incluye la propia comuna.

## Historia
El departamento de Indre y Loira fue creado en 1790 a la vez que los otros 82 departamentos franceses. Su territorio comprende los de la antigua provincia de Touraine más la parte oriental de la provincia de Anjou (desde Bourgueil en el río Loira hasta Château-la-Vallière al norte, pasando por los dominios de Gizeux). Por el contrario, los extremos noreste y sureste fueron recortados: Chissay-en-Touraine está emplazada actualmente en Loir y Cher, por ejemplo.
Por tanto, la ciudad de Richelieu, que había sido desde su creación por el Cardenal Richelieu ciudad adjunta administrativa, judicial y financiera del gobernador de Saumur y del país de Saumur, fue integrada en el nuevo departamento de Indre y Loira en 1790. Por el contrario la parte oriental de la antigua provincia de Turena fue unida al departamento de Loir y Cher (región de Montrichard) o el de Indre (entre Mézières-en-Brenne y Écueillé).